# Axel Falk (sångare)
Axel Falk, född 1963 i Göteborg, är en svensk vissångare och estradör. 
Falk, som är uppväxt i Skåne och i Värmland, debuterade som professionell visartist 1981. Han utbildade sig på den individuella musikerlinjen vid Musikhögskolan i Göteborg, huvudsakligen för professor Gunnar Forshufvud. 1984-85 studerade Falk den elizabethanska musik- och sångtraditionen både i Sverige och i England. Under åtta år var han elev till hovsångerskan Hjördis Schymberg.
Under sina år som artist har han hunnit göra hundratals konserter samt radio- och TV-program i de flesta nordiska länderna. Han har givit ut sex skivor, innehållande repertoar av Birger Sjöberg, Carl Michael Bellman och Evert Taube. Vidare har han medverkat på ett flertal samlingsvolymer. År 2003 tilldelades han Sten A Olssons kulturstipendium.
Falk är son till konstnären Lars Falk.